# Knygnešys (film)
Knygnešys è un cortometraggio del 2011 diretto da Jonas Trukanas, incentrato sulle figure dei knygnešiai lituani.

## Trama
Nel 1869, il regime zarista stava da tempo tentando di operare una completa russificazione della sottoposta Lituania, sradicandone le fondamenta culturali mediante la messa fuori legge dei libri in lingua lituana: per questo Mažvydas, come diversi altri knygnešiai, stava mettendo in salvo i libri trasportandoli come di contrabbando attraverso la foresta.
Qui egli incontra Jurgis Bielinis, contrabbandiere di vodka, e, nonostante le profonde divergenze di opinione, i due finiscono col diventare amici. Jurgis aiuta Mažvydas, malato, a sfuggire alla vigilanza dei soldati russi, e i libri vengono finalmente consegnati al vescovo di Samogizia Motiejus Valančius, figura importante del movimento patriotico lituano.
Mažvydas muore, e da allora Jurgis, nei suoi traffici, sostituisce stabilmente la vodka con i libri.